# Onthophagus tricuspis
Onthophagus tricuspis là một loài bọ cánh cứng trong họ Bọ hung (Scarabaeidae).